# Cantina (maleta)

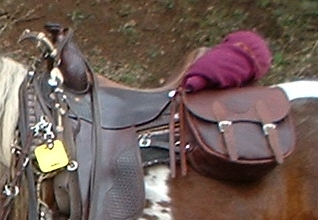
Cantinas en una silla occidental

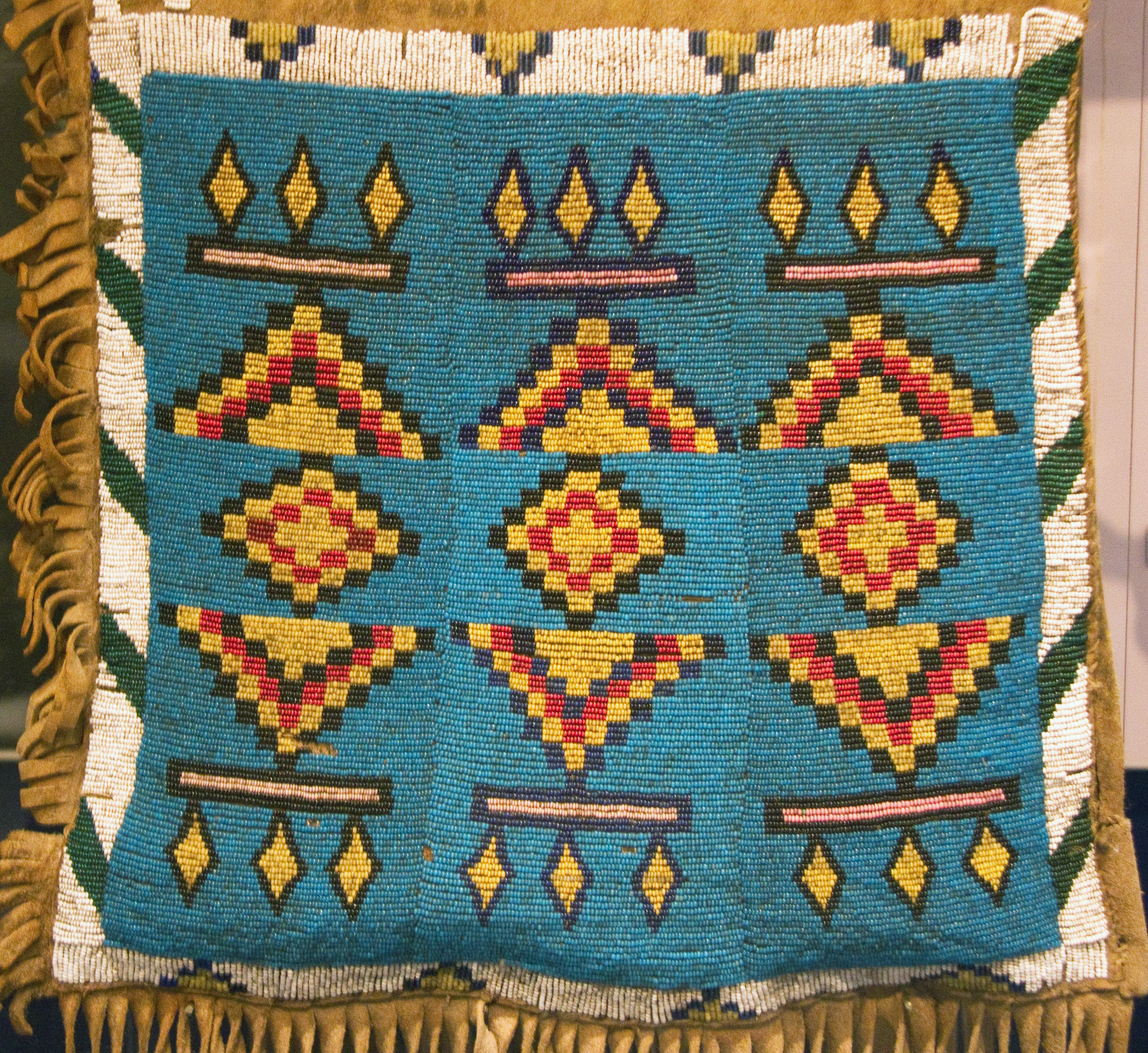
Cantina tradicional de las mujeres Pies negros

Las cantinas son bolsas que se sujetan a las sillas de montar .

## Equitación

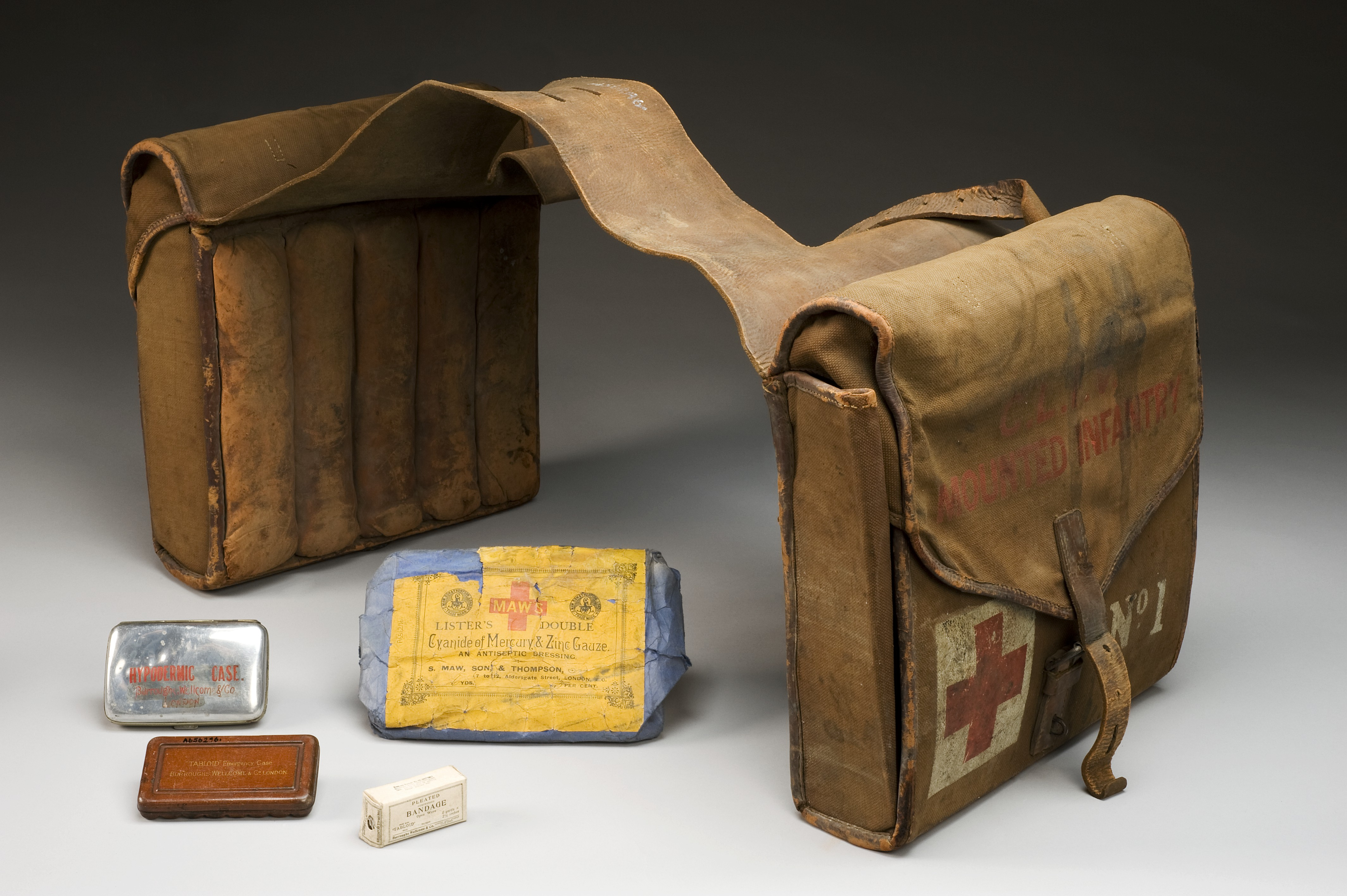
Cantinas de la Primera Guerra Mundial que contienen un botiquín de primeros auxilios

En la equitación, las cantinas se colocan en varias posiciones, en la parte trasera, lateral o delantera de la silla. La mayoría se sujetan al sillín con correas y lazos. Se pueden hacer de varios materiales. Aunque el cuero era el material tradicional, es más pesado y requiere más mantenimiento que muchas versiones modernas. Hay varios tipos: bolsas con pomo (que se colocan frente a la silla), cantinas tradicionales en pares (que se colocan en las caderas del caballo, a ambos lados del borrén trasero) y bolsas más pequeñas variadas, como una cantina de borrén (un pequeño bolsa en forma de tubo que se coloca justo detrás de la silla de montar), o una sola bolsa de silla de montar pequeña que se puede llevar en el lado externo (lado derecho) de una silla de montar inglesa .

## Animales de carga

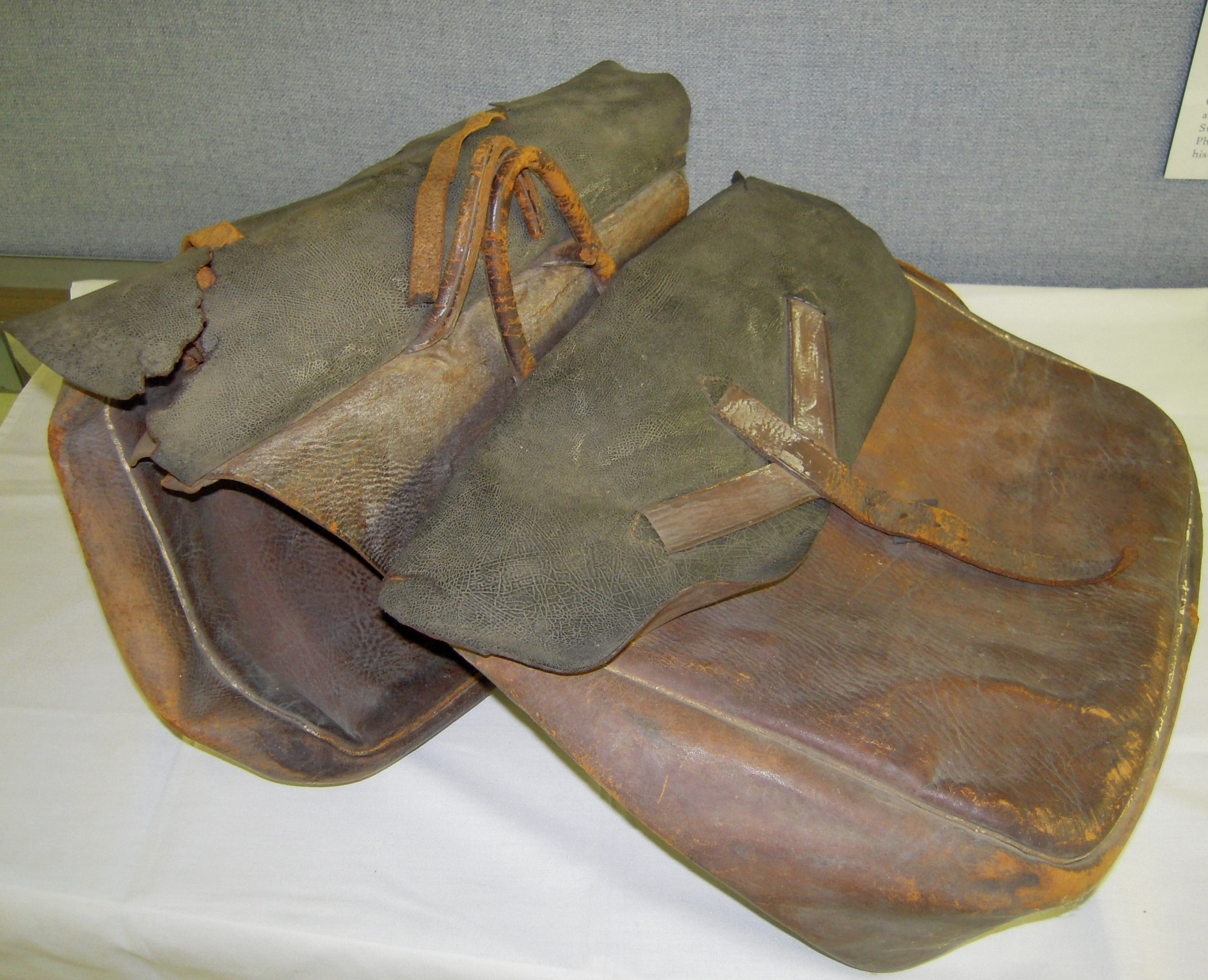
Alforjas de cuero del como las que podría haber utilizado un jinete itinerante metodista

Las bolsas estilo morral a veces se colocan sobre una silla de montar que se usa para empacar equipo en un caballo u otro animal de carga (a menudo, una mula o burro) en lugar de llevar un charro. En la Anatolia turca, Irán y Baluchistán, las cantinas se tejen tradicionalmente en lana, con la parte delantera decorada con Soumak y la parte trasera más plana tejida. Se dejan hendiduras a lo largo de la abertura para que una cuerda cierre y asegure la bolsa al animal de carga.

## Bicicleta

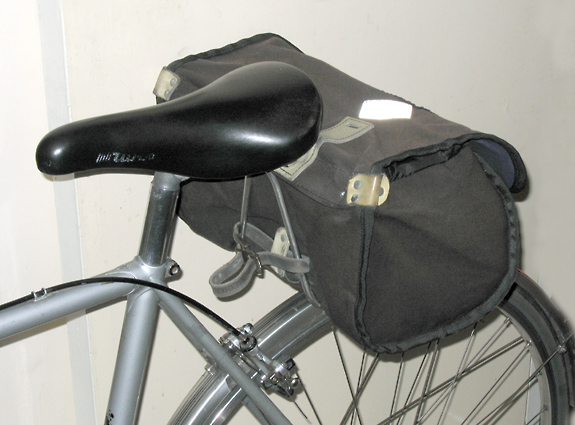
Cantinas de bicicleta

Al andar en bicicleta, una cantina o bolsa de asiento es una bolsa adherida debajo de la silla de montar o del asiento . Las bolsas más pequeñas se utilizan normalmente para guardar algunos elementos, como cámaras de aire de repuesto, kit de reparación de pinchazos, herramientas, ropa impermeable, comida, botiquín de primeros auxilios, etc. Las bolsas de asiento son comunes en las bicicletas de paseo, las bicicletas de carrera y las bicicletas de montaña de campo traviesa.
Las bolsas van desde pequeñas hasta grandes (más de 25 litros). Las bolsas más pequeñas, conocidas como bolsas de asiento, bolsas de cuña o bolsas de asiento, caben completamente debajo del sillín. Las bolsas más grandes que sobresalen por detrás y hacia los lados se suelen llamar cantinas ; un ejemplo bien conocido es el Carradice Long Flap, durante muchos años un elemento básico de los cicloturistas británicos, especialmente los fines de semana.
Las bicicletas reclinadas tienen asientos mucho más grandes que el sillín de una bicicleta convencional y hay bolsas especiales disponibles que se sujetan al asiento; estos también se denominan bolsas de asiento, pero suelen ser del tamaño de pequeñas cantinas de turismo.